# Caroline Quentin
Caroline Quentin (Reigate, Surrey, 11 de julio de 1960) es una actriz, presentadora y locutora británica. Se hizo conocida por sus apariciones en televisión interpretando a Dorothy en Men Behaving Badly (1992–1998), Maddie Magellan en Jonathan Creek (1997–2000) y Janine Lewis en Blue Murder (2003–2009).

## Primeros años
Quentin nació en Reigate, Surrey, siendo hija de Kathleen Jones y su esposo Fred, piloto de la Real Fuerza Aérea británica. Tiene tres hermanas mayores. Se educó en la Escuela de Educación Artística independiente, en Tring, Hertfordshire, y apareció localmente en el Pendley Open Air Shakespeare Festival.

## Carrera

### Televisión
Entre 1992 y 1998, Quentin apareció como Dorothy en los 42 episodios de la exitosa comedia Men Behaving Badly. Desde 1997 hasta 2000, Quentin actuó junto a Alan Davies en Jonathan Creek interpretando a la periodista de investigación Maddie Magellan, que usa la mente de Jonathan para resolver misterios de asesinatos. En 1998 protagonizó la primera comedia de situación que se construyó específicamente en torno a ella, Kiss Me Kate; ese año comenzó el papel principal de Maggie Mee en el popular drama Life Begins, que regresó para una tercera temporada en 2006. Quentin apareció en la película para televisión de 2001, Hot Money, que se basó en la historia real del robo de cientos de miles de libras del Banco de Inglaterra.
ITV ha producido cinco series del drama policial Blue Murder, en las que Quentin interpreta el papel principal de Janine Lewis. El piloto se emitió en el Reino Unido el 18 de mayo de 2003.
Quentin ha aparecido en Whose Line Is It Anyway?, en un papel anterior a Men Behaving Badly como guardián de tráfico en el episodio de Mr. Bean, «The Trouble with Mr. Bean»; Room 101; Have I Got News for You y en Life of Riley, una comedia sobre una familia mixta disfuncional; y en la serie de comedia de improvisación de BBC Radio 4, The Masterson Inheritance, a comedia de Radio 4 de Any Bloke y la popular comedia de situación de BBC Radio 2, On the Blog. Apareció como Heather Babcock en un episodio de Agatha Christie's Miss Marple, «The Mirror Crack'd from Side to Side», en 2010. También en 2010 comenzó a aparecer en los renovados anuncios de la gama de alimentos de Marks & Spencer.
En marzo de 2011, un documental titulado Caroline Quentin: A Passage Through India se emitió en ITV en el Reino Unido. El documental siguió a Quentin mientras viajaba desde el norte de la India hacia el sur. Quentin presentó Restoration Home en BBC Two. El programa analiza la historia y las familias de las mansiones abandonadas del Reino Unido que están siendo restauradas por sus propietarios privados. En 2012, Quentin comenzó a trabajar en otra serie documental, Cornwall with Caroline Quentin, que la muestra viajando por Cornwall. Regresó para presentar una segunda serie del programa en 2013. En 2013, presentó otra serie documental, Caroline Quentin’s National Parks por una serie. Quentin protagonizó la serie Big Bad World de Comedy Central, donde interpretó el papel de Jan, la madre del personaje principal.
En 2015, interpretó el papel de Angela Sim en un episodio de Doc Martin. Interpretó el papel de la Sra. Bumble en Dickensian. En noviembre de 2016, presentó como invitada un episodio de The One Show.
A partir de 2017, Quentin fue copresentadora del programa BBC Two, The World's Most Extraordinary Homes, con el arquitecto Piers Taylor; Se completaron y emitieron 12 episodios. Posteriormente, la serie se transmitió en Netflix.
En octubre de 2020, Quentin fue anunciada como una de las celebridades participantes de la serie 18 de Strictly Come Dancing, siendo emparejada con el bailarín profesional Johannes Radebe. Fueron la cuarta pareja en ser eliminada de la competencia, quedando en el octavo puesto.

### Teatro
En el 2019 interpretó a Lady Fancyfull en la producción de The Provoked Wife de Royal Shakespeare Company. Su trabajo inicial también incluyó aparecer en el coro de la producción original en inglés del musical Los miserables en 1985.

### Música
En julio de 1996, Quentin lanzó un sencillo, una versión del éxito de The Exciters, «Tell Him», con su coprotagonista de Men Behaving Badly, Leslie Ash bajo el nombre de «Quentin and Ash». El sencillo pasó tres semanas en la lista UK Singles Chart, alcanzando el número 25.

### Reconocimiento
Quentin recibió un premio Ian Charleson por su interpretación de Masha en La gaviota en la Oxford Theatre Company en 1991.
En los British Comedy Awards de 2004, Quentin ganó el premio a la «Mejor actriz de comedia» por su actuación en Von Trapped

## Vida personal
Quentin estuvo casado con el cómico Paul Merton desde 1990 hasta su divorcio en 1998.
Quentin conoció a Sam Farmer en 1998 en el set de Men Behaving Badly, donde era corredor. Tienen dos hijos, Emily Rose y William. En 2006, se casó con Farmer en Tiverton, Devon. Vivieron brevemente en Morebath Manor cerca del pueblo de Morebath, Devon, cerca de Tiverton, antes de mudarse a una pequeña granja abandonada cercana, que renovaron. Antes de mudarse a Devon, la pareja vivía en Walberswick, Suffolk.
Quentin tiene enfermedad celíaca y es la patrocinadora de Celiac UK. También es presidenta de la Campaña Benéfica de Parques Nacionales.

## Filmografía
| Año              | Título                                                         | Papel                          | Notas                                                  |
| ---------------- | -------------------------------------------------------------- | ------------------------------ | ------------------------------------------------------ |
| 1980             | The Squad                                                      | Vicky Banks                    | Episodio: «Recruits»                                   |
| 1983             | Party Party                                                    | Shirley                        |                                                        |
| 1983             | Video Stars                                                    | Fritzie Lang                   | Película de televisión                                 |
| 1984             | Dream Stuffing                                                 | Brenda                         | 3 episodios                                            |
| 1984             | Play for Today                                                 | Recepcionista                  | Episodio: «The Groundling and the Kite»                |
| 1987             | Up Line                                                        | Tecnóloga Patti                | Serie de cuatro partes                                 |
| 1987             | Billy the Kid and the Green Baize Vampire                      |                                |                                                        |
| 1988             | This is David Lander                                           | Tricia Worthington             | Episodio: «Not a Pretty Site»                          |
| 1989             | Shadow of the Noose                                            | Mary Bennett                   | Miniserie de televisión Episodio: «Beside the Seaside» |
| 1989             | Casualty                                                       | Jane Locke                     | Episodio: «Banking for Beginners»                      |
| 1990             | Hale and Pace                                                  |                                | Serie 3, episodio 1                                    |
| 1990             | Harry Enfield's Television Programme                           | Varios personajes              | 4 episodios                                            |
| 1991             | Josie                                                          |                                | Serie 1, episodio 3                                    |
| 1991             | The Bill                                                       | Ruth Otley                     | Episodio: «Breakout»                                   |
| 1991–1993        | Paul Merton: The Series                                        | Dra. Gillespie/Esposa de Frank | 3 episodios                                            |
| 1992             | Mr. Bean                                                       | Traffic Warden                 | Episodio: «The Trouble with Mr. Bean»                  |
| 1992             | Don't Tell Father                                              | Kate Bancroft                  | 6 episodios                                            |
| 1992–1998        | Men Behaving Badly                                             | Dorothy                        | 42 episodios                                           |
| 1993             | All or Nothing at All                                          | Rebecca                        | Miniserie de televisión Episodio 3                     |
| 1993–94          | Have I Got News for You                                        | Panelista                      | 2 episodios                                            |
| 1994             | An Evening with Gary Lineker                                   | Monica Despacos                | Película de televisión                                 |
| 1994             | Entertainment Cops                                             | Miss Pennyfarthing             | Película de televisión                                 |
| 1995             | Jeremy Hardy Gives Good Sex                                    |                                | Cortometraje                                           |
| 1996             | Paul Merton in Galton and Simpson's...                         | Caroline                       | Episodio: «The Missing Page»                           |
| 1996             | ITV Chart Show                                                 | Entrevistada                   | 1 episodio                                             |
| 1997–2000        | Jonathan Creek                                                 | Maddy Magellan                 | 18 episodios                                           |
| 1998–2001        | Kiss Me Kate                                                   | Kate Salinger                  | 22 episodios                                           |
| 1999             | Hooves of Fire                                                 | Vixen                          | Voz, Cortometraje de televisión                        |
| 1999             | The Nearly Complete and Utter History of Everything            | Marcia Bournemouth             | Película de televisión                                 |
| 2001             | The Innocent                                                   | Beth Pastorov                  | Serie de dos partes                                    |
| 2001             | Goodbye Mr. Steadman                                           | Gina Ravelli                   | Película de televisión                                 |
| 2001             | Hot Money                                                      | Bridget Watmore                | Película de televisión                                 |
| 2002             | Blood Strangers                                                | Lin Beresford                  | Película de televisión                                 |
| 2002–2003        | Living Famously                                                | Narradora                      | 9 episodios; voz                                       |
| 2003–2009        | Blue Murder                                                    | DCI Janine Lewis               | 19 episodios                                           |
| 2004             | Von Trapped                                                    | Maria Moogan                   | Película de televisión                                 |
| 2004–2006        | Life Begins                                                    | Maggie Mee                     | Papel principal                                        |
| 2005             | Footprints in the Snow                                         | Julie Hill                     | Película de televisión                                 |
| 2009–2011        | Life of Riley                                                  | Maddy Riley                    | Papel principal; 20 episodios                          |
| 2010             | Agatha Christie's Marple: The Mirror Crack'd from Side to Side | Heather Badcock                | Película de televisión                                 |
| 2010             | Just William                                                   | Mrs. Bott                      | 2 episodios                                            |
| 2012–2013        | Cornwall with Caroline Quentin                                 | Presentadora                   | 2 series (18 episodios)                                |
| 2012             | In Love with Wilde                                             | Duquesa de Berwick             |                                                        |
| 2012             | Dead Boss                                                      | Virna                          | Serie 1, episodio 5                                    |
| 2012             | Switch                                                         | Gloria                         | Serie 1, episodios 1 y 6                               |
| 2013             | Dancing on the Edge                                            | Deirdre                        | 5 episodios                                            |
| 2013             | Caroline Quentin's National Parks                              | Presentadora                   | 1 serie                                                |
| 2013             | Big Bad World                                                  | Jan                            |                                                        |
| 2015, 2017, 2019 | Doc Martin                                                     | Angela Sim                     | Papel invitado; 4 episodios                            |
| 2015–2016        | Dickensian                                                     | Señora Bumble                  | 1 serie                                                |
| 2016             | Wild Animal Reunions                                           | Narradora                      | 1 serie                                                |
| 2016             | The One Show                                                   | Presentadora invitada          | 1 episodio                                             |
| 2017–presente    | The World's Most Extraordinary Homes                           | Copresentadora                 | 12 episodios                                           |
| 2018             | Walks with My Dog                                              | Copresentadora                 | 1 episodio                                             |
| 2018             | The World's Ugliest Pets                                       | Presentadora                   | 1 episodio                                             |
| 2020             | The Other One                                                  | Tía Dawn                       | 3 episodios                                            |
| 2020             | Strictly Come Dancing                                          | Ella misma                     | Concursante de la serie 18                             |

## Premios
British Comedy Awards
- 1995, Mejor actriz de comedia de televisión (Men Behaving Badly, as Dorothy).
- 2004, Mejor actriz de comedia de televisión (Von Trapped, como Maria Moogan; Life Begins, como Maggie Mee).

National Television Awards
- 2004, Premio de reconocimiento especial.

Otros
- 2012, Specsavers National Book Awards; audiolibro del año, ganadora como narradora de The Woman Who Went to Bed for a Year de Sue Townsend.[32]